# Abrolhos
Abrolhos – archipelag złożony z pięciu wysp na Oceanie Atlantyckim, położony u wybrzeży brazylijskiego stanu Bahia, pomiędzy 17º25’—18º09’ S i 38º33’—39º05’ W. Na wyspach znajduje się Morski Park Narodowy Abrolhos (portugalski: Parque Nacional dos Abrolhos Marinho) założony w 1983 roku, baza brazylijskiej marynarki wojennej i latarnia morska.
Wyspy tego archipelagu to:
- Ilha Santa Bárbara
- Ilha Siriba
- Ilha Redonda
- Ilha Sueste
- Ilha Guarita